# کازینو (آریزونا)
کازینو (به انگلیسی: Cosnino) یک منطقهٔ مسکونی در ایالات متحده آمریکا است که در آریزونا واقع شده‌است. کازینو ۱٬۹۷۱ متر بالاتر از سطح دریا واقع شده‌است.